# 망태기

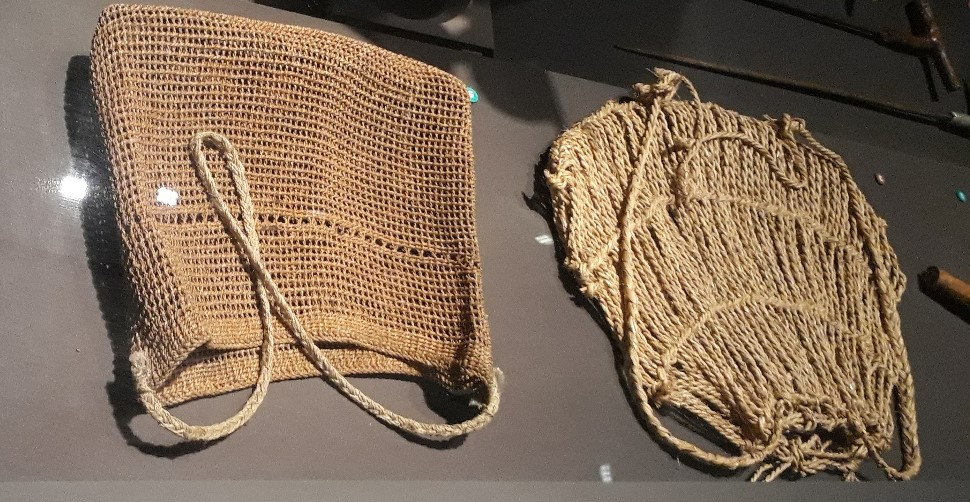
국립 민속 박물관 소장 망태기

망태기는 구럭·깔망태·주루막이라고도 한다. 물건을 담아서 들고 나르는 데 쓰는 가는 새끼나 노로 엮어서 만든 물건이며, 고리는 칡뿌리나 왕골, 가래나무 껍질을 감아 보호한다.

## 사진

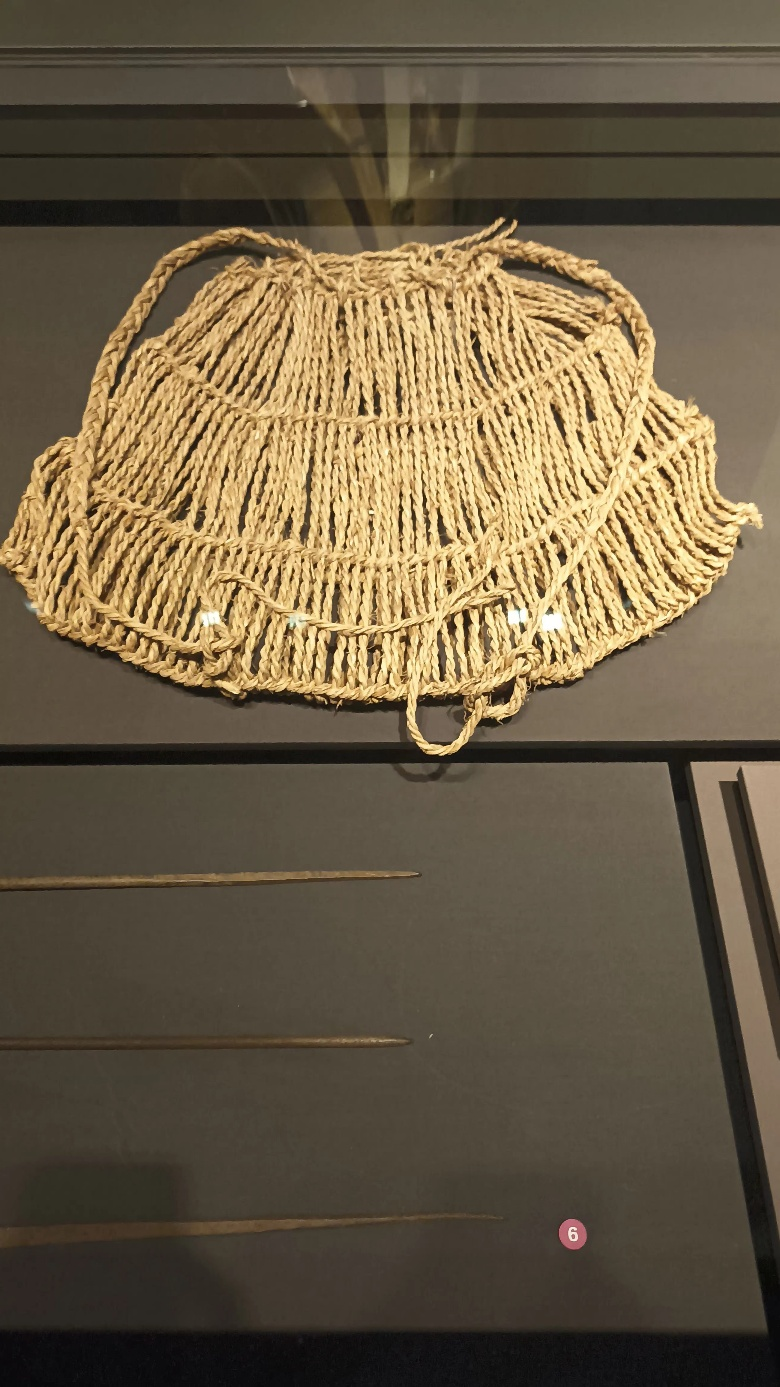
망태기 앞면
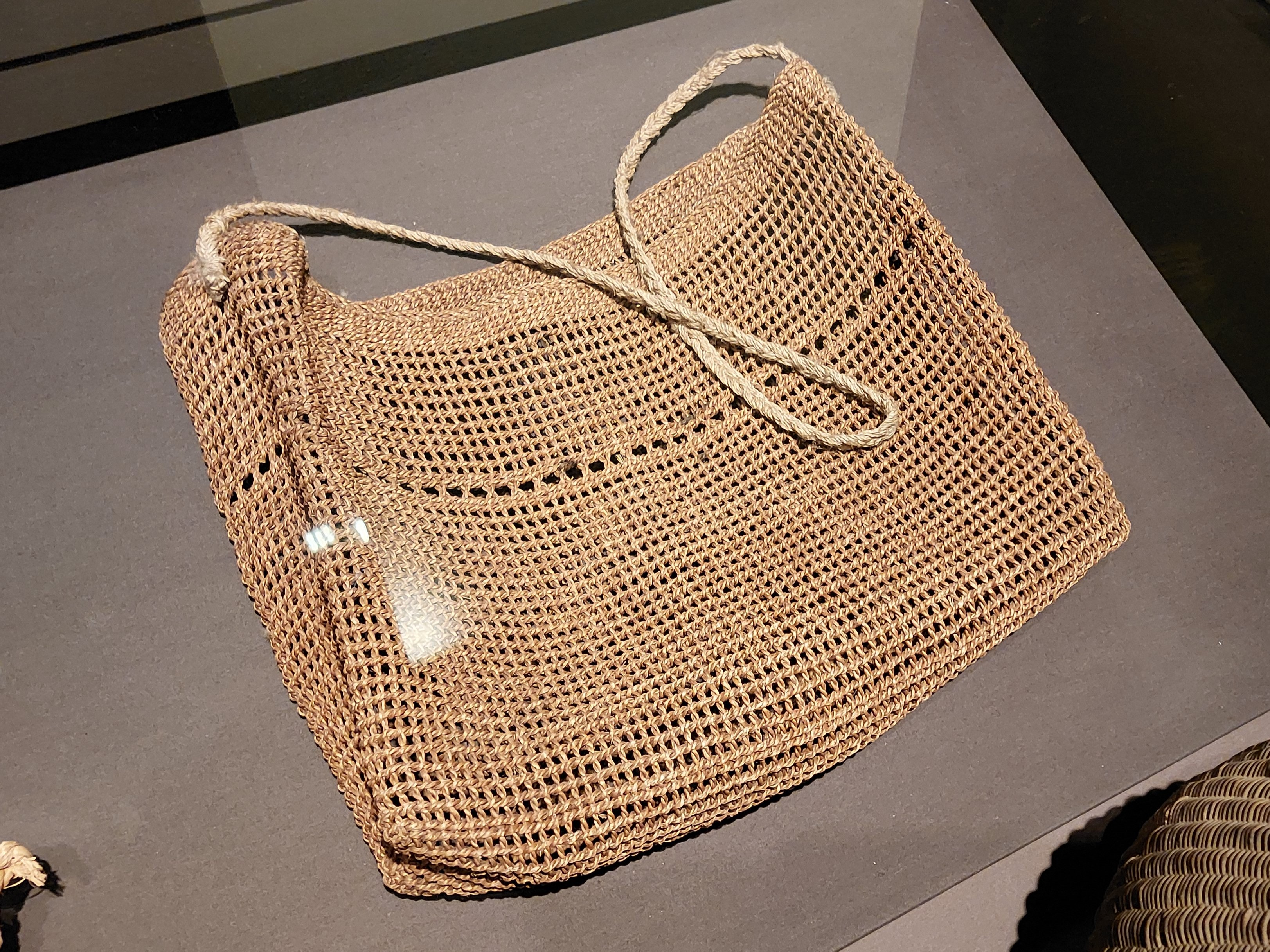
국립민속박물관 상설전시실 2에 전시된 망태기
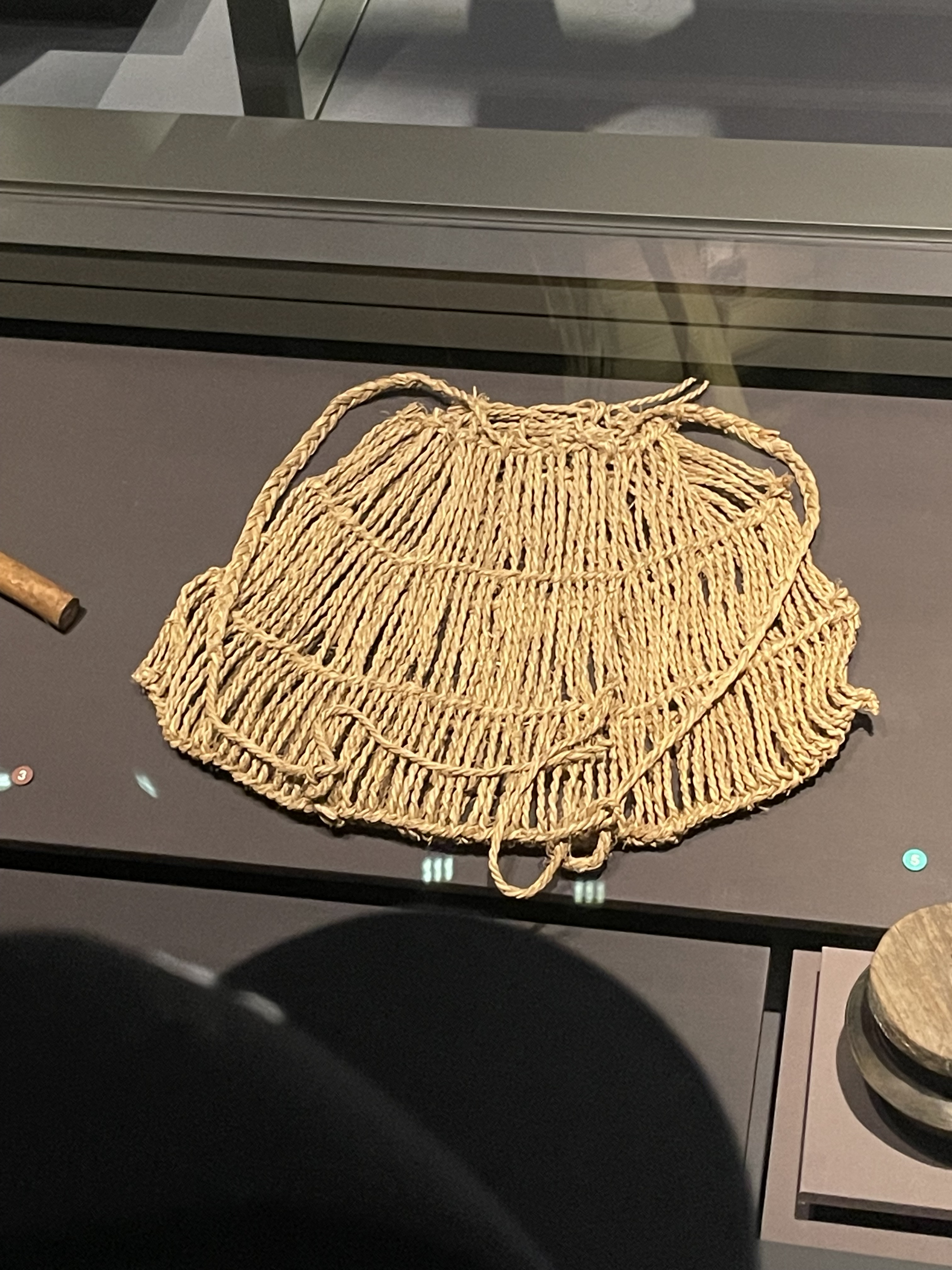